# 1999年电影

## 第三十六屆金馬獎
- 最佳劇情片——《千言萬語》（卡士公司出品）
- 最佳導演——許鞍華《千言萬語》
- 最佳男主角——柯俊雄《一代梟雄——曹操》
- 最佳女主角——李麗珍《千言萬語》
- 最佳男配角——戴立忍《想死趁現在》
- 最佳女配角——葉德嫻《笨小孩》

## 電影作品列表
| 片名         | 英文片名                              | 導演                   | 重要演員                                                  | 上映日期      |
| 寫我深情     | Shakespeare in Love                   | 約翰·麥登              | 大衛·帕爾菲、唐娜·吉利奧蒂                                | 1999年3月10日 |
| 摘星奇緣     | Notting Hill                          | Roger Michell          | 茱莉娅·罗伯茨、休·格兰特                                  | 1999年6月17日 |
| 泰山 (電影)  | Tarzan                                | 克里斯·巴克、凱文·利瑪 | 東尼·高德溫、蜜妮·卓芙                                    | 1999年6月18日 |
| 美國心玫瑰情 | American Beauty                       | 山姆·曼德斯            | 凱文·史派西、安妮特·班寧                                  | 1999年9月15日 |
| 美國處男     | American Pie                          | 保羅·韋士、基斯·韋士   | 積臣·碧士、基斯·奇連                                      | 1999年7月9日  |
| 王牌大賤諜2  | Austin Powers: The Spy Who Shagged Me | 謝·羅治                | 麥克·邁爾斯、海瑟·葛拉罕、塞思·格林、勞勃·韋納、威爾·法洛 | 1999年6月11日 |